# Ана Рајецка
Ана Рајецка (око 1762, Варшава − 1832, Париз), била је пољска сликарка портрета и пастелиста. Била је позната и као Madame Gault de Saint-Germain (Мадам Гол де Сан-Жерман).

## Биографија
Отац Ане Рајецки био је сликар портрета по имену Јозеф Рајецки, а одрасла је као штићеница пољског краља Станислава Августа Поњатовског. Прво се веровало да је она била његова ванбрачна ћерка, а касније да је била његова љубавница. 1783. године о његовом трошку уписана је у уметничку школу за жене у париском Лувру. Учила је са Лудвиком Мартоом и Марчелом Бачарелијем у Варшави; Жан-Батист Грезом и могуће Елизабет Виже-Лебран у Паризу. Иако је касније постала део круга око Жак-Луј Давида, вероватно од њега није учила.
Циљ пољског краља који је плаћао њено образовање био је да се врати у Пољску и постане професор уметности, али је она одлучила да остане у Паризу након удаје за минијатуристу Пјер-Мари Гол де Сан-Жерман 1788. године. Постала је прва жена из Пољске којој је рад представљен на Салону у Паризу 1791. године и очигледно је наставила да прима подршку краља до 1792. године. Иако је многе слике вратила у Варшаву, Бачарели је сматрао да је мало њих достојно додати у Краљевску колекцију.
Насликала је круг око пољског краљевског двора и у Паризу је добила бројне провизије од локалне аристократије, захваљујући невољном утицају краљевог агента Филипа Мацеија, који је сматрао да има мало талента и да је с њом тешко изаћи на крај.
Током Јакобинске диктатуре побегла је из Париза у Клермон Феран и можда је одустала од сликања. Информације о овом периоду њеног живота су оскудне, али након много година вратила се у Париз и наводно је ослепела око 1824. године.